# Rödnarv
Rödnarv (Spergularia rubra) är en växtart i familjen nejlikväxter. 

## Externa länkar

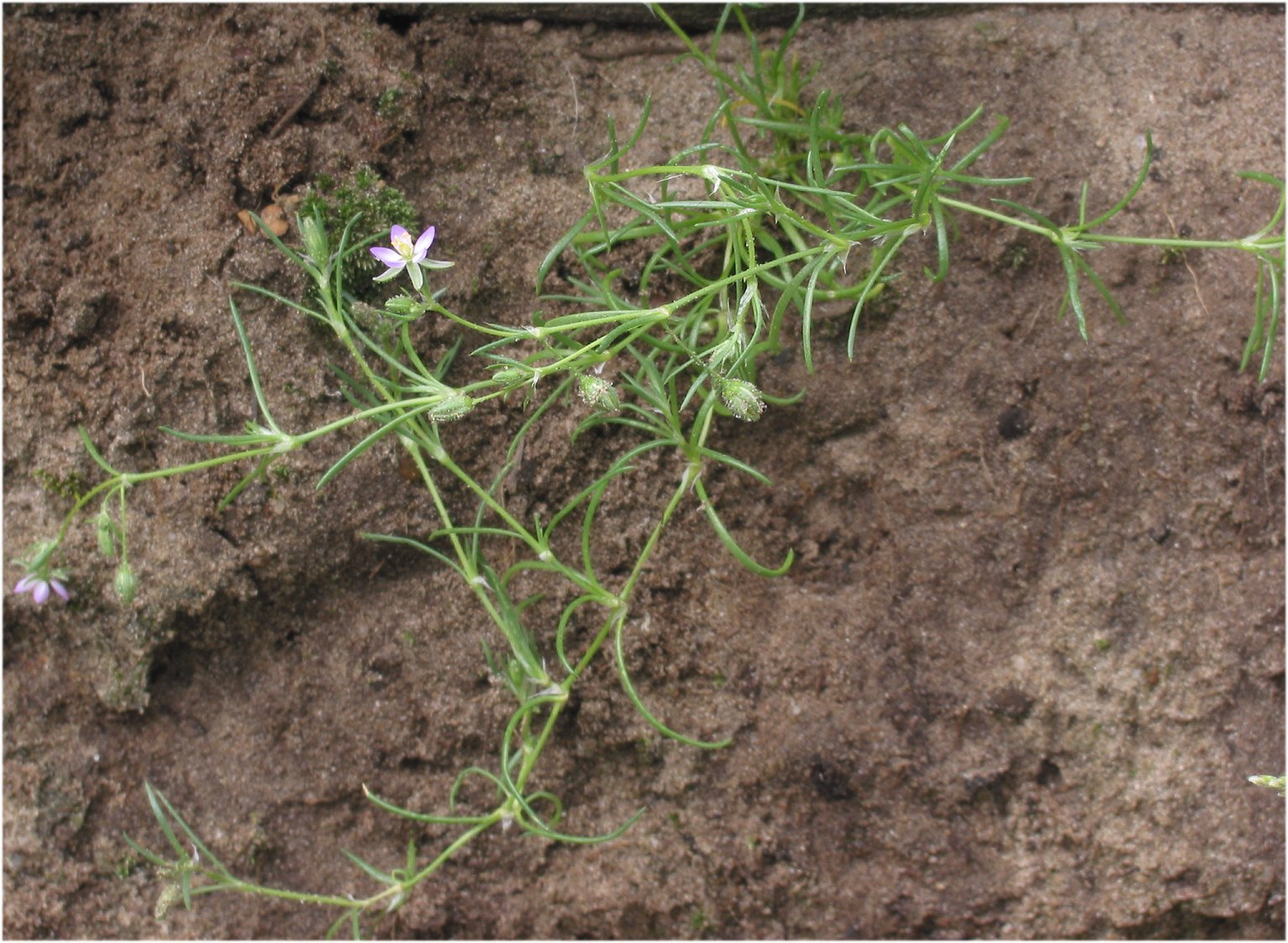